# Bezirk Mikulińce
Bezirk Mikulińce – dawny powiat (Bezirk) kraju koronnego Królestwo Galicji i Lodomerii, funkcjonujący w latach 1854–1867. Siedzibą starostwa było miasteczko Mikulińce.

## Historia
Bezirk Mikulińce utworzono w ramach reformy uwłaszczeniowej z okresu Wiosny Ludów (1848–1849), która likwidowała jurysdykcję właściciela ziemskiego nad poddanymi. W Galicji, dominium – jako podstawowa jednostka administracyjna i filar systemu feudalnego straciło rację bytu. Konieczne stało się zatem wprowadzenie nowego systemu administracyjnego, którego zręby powstały w latach 1851–1855. Nowy trójstopniowy podział administracyjny objął 21 cyrkułów (niem. Kreise), 179 małych powiatów (niem. Bezirke) i ponad 6000 gmin (niem. Gemeinde).
Bezirk Mikulińce objął obszar o wielkości 5,8 mil², zamieszkany przez 21.332 ludzi i podzielony na 24 gminy katastralne, w tym jedno  miasteczko (Mikulińce). Wszedł w skład cyrkułu tarnopolskiego, jako jeden z jego dziewięciu powiatów. Od północy graniczył z Imperium Rosyjskim.
Po nadaniu Galicji autonomii oraz powołaniu samorządu gminnego i powiatowego w 1865 zlikwidowano cyrkuły (Kreise). Dotychczasowe małe powiaty (Bezirke) w liczbie 179, utrzymały się do 1867 roku, kiedy to w następstwie kolejnej reformy administracyjnej (23 stycznia 1867) zostały zastąpione przez 74 większych powiatów. Obszar zniesionego Bezirk Mikulińce wszedł wtedy w skład nowych powiatów tarnopolskiego i trembowelskiego (vide podział w tabeli poniżej). 1 stycznia 1891 gminę Magdalówka przeniesiono z powiatu tarnopolskiego do powiatu skałackiego.

## Podział administracyjny (1854)
| Lp. | Gmina jednostkowa    | Powierzchnia | Ludność | Powiat w 1867 po zniesieniu |
| --- | -------------------- | ------------ | ------- | --------------------------- |
| 1   | Mikulińce (m)        | 5554         | 2380    | tarnopolski                 |
| 2   | Ładyczyn z Wolicą    | 4880         | 1152    | tarnopolski                 |
| 3   | Ludwikówka           | 1081         | 495     | tarnopolski                 |
| 4   | Krzywki              | 959          | 609     | tarnopolski                 |
| 5   | Konopkówka           | [ 7 ]        | 609     | tarnopolski                 |
| 6   | Wola Mazowiecka      | [ 7 ]        | 495     | tarnopolski                 |
| 7   | Łuczka               | 957          | 533     | tarnopolski                 |
| 8   | Łoszniów z Zagórzem  | 5337         | 1871    | trembowelski                |
| 9   | Iławcze              | 4728         | 1516    | trembowelski                |
| 10  | Nastasów             | 6487         | 2244    | tarnopolski                 |
| 11  | Łuka Wielka          | 3009         | 1029    | tarnopolski                 |
| 12  | Myszkowice           | 2807         | 1046    | tarnopolski                 |
| 13  | Suszczyn             | 1349         | 647     | tarnopolski                 |
| 14  | Ostalec z Teofilówką | 1654         | 714     | tarnopolski                 |
| 15  | Czartorya            | 1053         | 437     | tarnopolski                 |
| 16  | Grabowiec            | 2256         | 830     | tarnopolski                 |
| 17  | Białoskórka          | 1040         | 493     | tarnopolski                 |
| 18  | Kozówka              | 3046         | 1555    | tarnopolski                 |
| 19  | Smolanka             | 1359         | 334     | tarnopolski                 |
| 20  | Proszowa             | 1664         | 424     | tarnopolski                 |
| 21  | Skomorochy z Janówką | 2154         | 411     | tarnopolski                 |
| 22  | Magdalówka           | 2139         | 764     | tarnopolski                 |
| 23  | Baworów              | 2234         | 771     | tarnopolski                 |
| 24  | Zastawie             | 1287         | 582     | tarnopolski                 |

Objaśnienie:
(M) = miasto; (m) = miasteczko